# Lac Laflamme
Lac Laflamme är en sjö i Kanada.   Den ligger i regionen Saguenay–Lac-Saint-Jean och provinsen Québec, i den östra delen av landet, 600 km nordost om huvudstaden Ottawa. Lac Laflamme ligger 556 meter över havet. Arean är 15,2 kvadratkilometer. Den sträcker sig 9,9 kilometer i nord-sydlig riktning, och 6,0 kilometer i öst-västlig riktning.
I omgivningarna runt Lac Laflamme växer i huvudsak blandskog. Trakten runt Lac Laflamme är nära nog obefolkad, med mindre än två invånare per kvadratkilometer.